# Daumazan-sur-Arize
Daumazan-sur-Arize (okzitanisch Daumasan) ist eine französische Gemeinde mit 804 Einwohnern (Stand 1. Januar 2022) im Département Ariège in der Region Okzitanien (zuvor Midi-Pyrénées); sie gehört zum Arrondissement Saint-Girons und zum Kanton Arize-Lèze.

## Lage
Daumazan-sur-Arize liegt am Fluss Arize im Norden des Départements Ariège. Nächstgelegene Stadt ist das etwa 25 Kilometer (Luftlinie) östlich gelegene Pamiers; die Großstadt Toulouse ist knapp 70 Kilometer in nördlicher Richtung entfernt. Die Gemeinde liegt im Massif du Plantaurel.
Die Gemeinde besteht aus dem Dorf Daumazan-sur-Arize, dem Weiler Barraca, der Feriensiedlung Château de Cazalères, Kleinsiedlungen und Einzelgehöften.

## Geschichte
Im Mittelalter war der Ort Teil der Kastlanei von Camarade in der Grafschaft Foix. Im Gegensatz zu den Nachbargemeinden gab es in Daumazan-sur-Arize in der Zeit der Religionskriege kaum Beschädigungen. Die Gemeinde gehörte von 1793 bis 1801 zum District Mirepoix-Pamiers. Zudem war sie von 1793 bis 1801 Kantonshauptort des Kantons Daumazan und war von 1801 bis 2015 Teil des Kantons Le Mas d’Azil (1793–1801 unter dem Namen Kanton Mas d’Azis).

## Bevölkerungsentwicklung
| Jahr                       | 1962 | 1968 | 1975 | 1982 | 1990 | 1999 | 2006 | 2012 | 2019 |
| Einwohner                  | 646  | 620  | 599  | 605  | 617  | 657  | 697  | 714  | 708  |
| Quellen: Cassini und INSEE |      |      |      |      |      |      |      |      |      |

Im 19. Jahrhundert zählte der Ort zeitweise über 1400 Einwohner. Die zunehmende Mechanisierung der Landwirtschaft führte zu einem kontinuierlichen Absinken der Einwohnerzahlen bis auf die Tiefststände in den 1970er Jahren.

## Sehenswürdigkeiten
- Kirche Exaltation-de-la-Sainte-Croix (Kreuzerhöhungskirche, früher Saint-Sernin), teilweise im Stil der Romanik (12.–15. Jahrhundert); Monument historique[1]
- Wegkreuz beim Pfarrhaus aus dem 15. Jahrhundert; Monument historique[2]
- gedeckte Markthalle aus dem 19. Jahrhundert
- alte Häuser im Dorfzentrum (als Capérades bezeichnet)

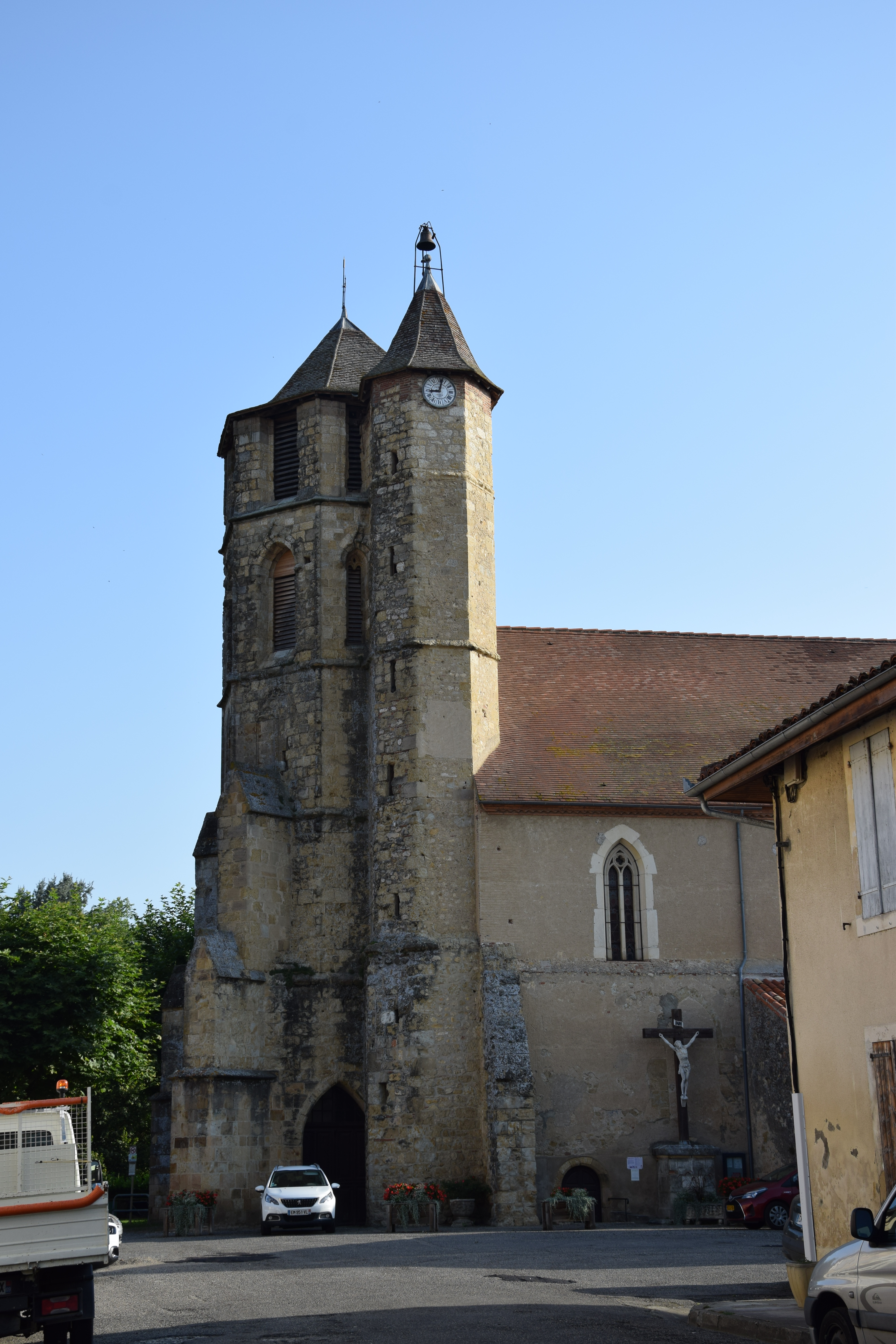
Kirche Exaltation-de-la-Sainte-Croix
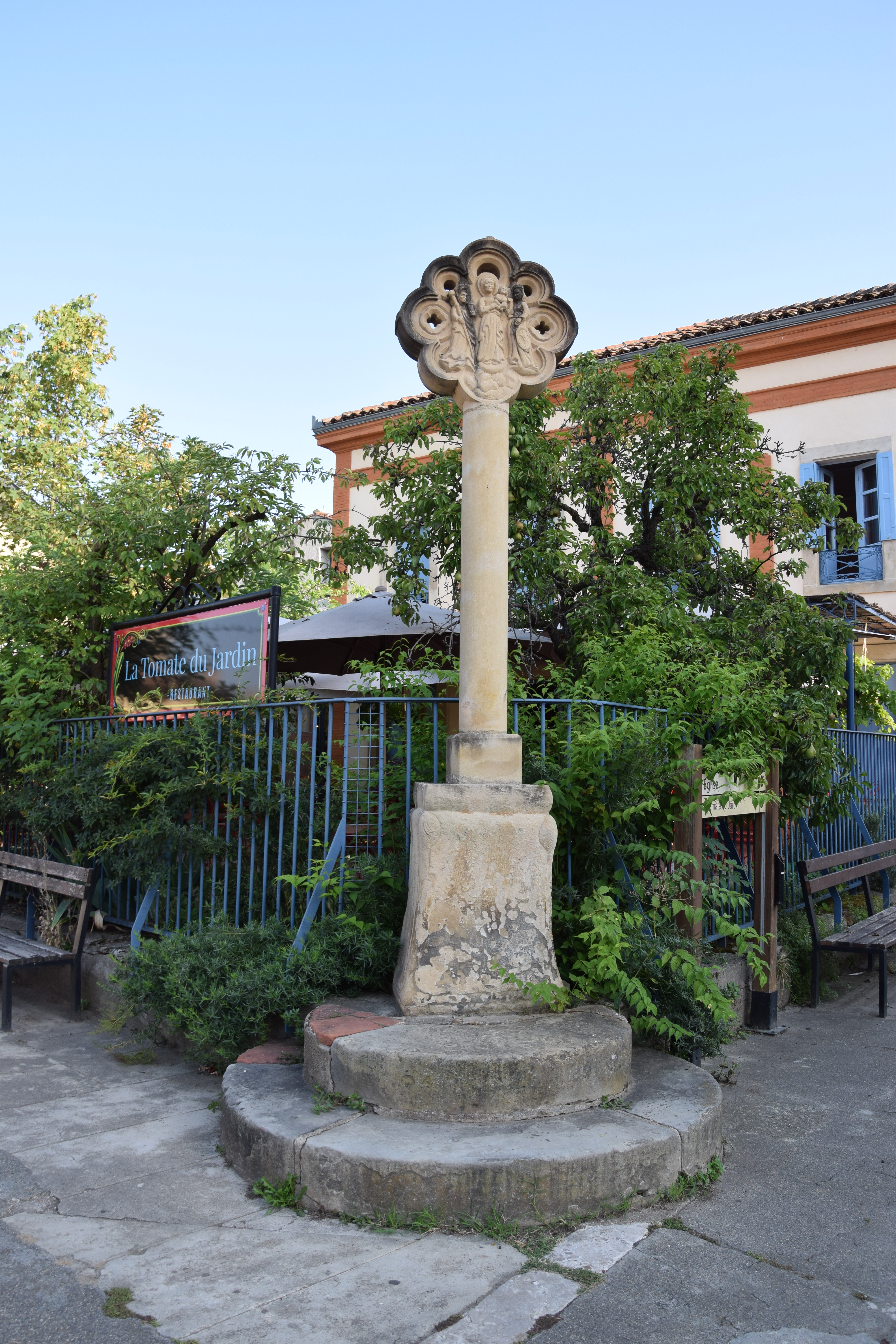
Wegkreuz aus dem 15. Jahrhundert